# 게이지 프림
게이지 프림(Gaige Prim, 본명: 게이지 콜번 프림, Gaige Colburn Prim, 1999년 4월 8일 ~ )은 한국 농구 연맹(KBL)의 울산 현대모비스 피버스의 미국 프로 농구 선수이다. 이전에 웨스트 텍사스 A&M 버팔로, 사우스플레인스텍산스(South Plains Texans) 및 미주리 스테이트 베어스(Missouri State Bears) 농구팀에서 뛰었다.

## 고등학교 경력
프림은 콜로라도 주 오로라에 있는 그랜드뷰 고등학교에 다녔다. 주니어 시절 프림은 경기당 평균 14득점과 8리바운드를 기록했다. 올리그 2군에 이름을 올렸고 팀을 콜로라도 스위트 16(Colorado Sweet 16)으로 이끄는 데 도움을 주었다. 프림은 선배로서 경기당 평균 17득점, 10리바운드, 4블록을 기록했으며 필드 성공률 70%를 기록했다. 그는 그랜드뷰가 콜로라도 엘리트 8에 도달하도록 도왔고 1군 올리그 픽이었다. 프림은 웨스트텍사스 A&M에서 대학 농구를 하기로 약속했다.